# José Napoleón Duarte
José Napoleón Duarte Fuentes (Santa Ana, 23 novembre 1925 – San Salvador, 23 gennaio 1990) è stato un politico salvadoregno Presidente di El Salvador dal 1984 al 1989.

## Biografia
Fondatore nel 1960 del Partito Democratico Cristiano, tra il 1980 e il 1982 fece parte del governo della giunta militare al potere nel paese. Eletto alla presidenza nel 1984, avviò negoziati con il FMLN per porre fine alla guerra civile. Cessato il mandato nel 1989, gli successe Alfredo Cristiani, che portò a termine i negoziati di pace.